# Хараламби Хараламбиев
Хараламби Хараламбиев (роден на 30 юни 1965 г.) е бивш български футболист, нападател. В кариерата си играе за Добруджа (Добрич), Академик (Свищов), Черно море (Варна), Хан Аспарух (Исперих), Светкавица (Търговище) и Порт-Автотрейд.

## Биография
Хараламбиев е юноша на Шабла. На 18-годишна възраст през 1983 г. е привлечен в Добруджа (Добрич). Играе за отбора 6 сезона в Б група, като записва 155 мача с 26 гола. През лятото на 1989 г. преминава в друг втородивизионен отбор – Академик (Свищов). През есенния полусезон записва 11 мача с 1 гол.
В началото на 1990 г. Хараламбиев е привлечен от елитния Черно море (Варна). До края на сезон 1989/90 изиграва 9 мача в А група, в които вкарва 4 гола, но „моряците“ завършват на предпоследното 15-о място и изпадат в Б група. През сезон 1990/91 изиграва 28 мача, в които бележи 11 попадения във втория ешелон. Остава в Черно море до 1995 г., когато преминава в Хан Аспарух (Исперих).
През лятото на 1996 г. се завръща в Черно море и записва още един сезон на стадион „Тича“, като вече е използван главно като полузащитник. След това играе за Светкавица (Търговище) и Порт-Автотрейд. Прекратява състезателната си кариера на 33-годишна възраст през 1998 г.